# 巴黎LOL：我的青春我的媽
《巴黎LOL：我的青春我的媽》（法語：LOL (Laughing Out Loud)）是一部2008年的法国喜剧电影，由丽莎·阿祖洛斯（Lisa Azuelos）执导，苏菲·玛索、克丽丝塔·特瑞特（Christa Theret）和亚历山大·阿斯蒂尔（Alexandre Astier）主演。该片由阿祖洛斯和德尔加多·南斯编剧，讲述了一位少女在巴黎高中学习、写秘密日记、与父母、朋友和男友之间周旋的生活。克丽丝塔·特瑞特因此片于2010年获得凯撒电影奖“最具潜力女演员”提名。这部电影深受《初吻》的启发，苏菲·玛索在片中饰演了少女角色。电影大获成功后，几位演员于2009年参加了法国电视节目《布瓦亚尔堡垒》，旨在为某个协会筹集善款。

## 剧情
萝拉是一个十几岁的女孩，和母亲安妮住在一起，安妮与萝拉的父亲阿兰离婚了。萝拉的朋友们昵称她为“LOL”，她正值豆蔻年华，开始了自己的初恋，与班上的一个叫亚瑟的男孩约会。暑假过后，亚瑟告诉她他在夏天出轨，和她的一个朋友约会。萝拉决定和他分手，开始和亚瑟的密友马埃尔约会。萝拉的朋友们似乎热衷于让事情变得更加复杂。但和母亲安妮在家里的生活也变得不可能了。萝拉试图利用她的母亲和父亲阿兰来为自己谋利，但她不知道的是，安妮和阿兰已经暗中复合了。一次英国的班级旅行之后，她与母亲的关系彻底破裂。

## 演员
- 苏菲·玛索 饰 安妮
- 克丽丝塔·特瑞特 饰 萝拉
- 亚历山大·阿斯蒂尔 饰 阿兰
- 杰里米·卡波内 饰 马埃尔
- 马里恩·查巴索 饰 夏洛特
- 卢·勒萨日 饰 斯蒂芬妮
- 埃米尔·贝瑟拉 饰 保罗-亨利
- 费利克斯·莫阿蒂 饰 亚瑟
- 路易斯·索默 饰 迈赫迪
- 阿黛尔·舒巴尔 饰 普罗旺斯
- 杰德-罗斯·帕克 饰 伊莎贝尔·德·佩雷菲特
- 沃伦·盖塔 饰 大卫·利维
- 乔斯林·奎夫林 饰 卢卡斯
- 弗朗索瓦丝·法比安 饰 安妮的母亲
- 克里斯蒂安娜·米勒 饰 夏洛特的母亲
- 丽莎·拉梅特里 饰 CPE
- 泰斯·阿莱桑德林 饰 路易丝
- 汤姆·因弗尼齐 饰 西奥
- 斯蒂芬妮·穆拉 饰 凯茜
- 洛朗·巴托 饰 罗曼
- 瓦莱丽·卡森蒂 饰 劳伦斯
- 皮耶·尼內 饰 朱利安
- 让-克劳德·多芬 饰 部长
- 奥利维尔·克鲁维耶 饰 马埃尔的父亲
- 卡蒂亚·卡巴列罗 饰 马埃尔的母亲
- 文森特·亚辛斯基 饰 莱昂
- 帕蒂·汉诺克 饰 英语老师克劳德夫人
- 维尔日妮·伦特 饰 莉莉
- 丽莎·阿祖洛斯 饰 精神分析师

## 评价
《獨立報》的一位文化评论员指出，这部电影描绘英国文化的方式符合许多法国人的刻板印象，展现了一个伦敦郊外的小镇，那里“从不停止下雨。街上挤满了穿着老式碎花连衣裙、打着艳丽雨伞的中年妇女。晚餐时，法国青少年吃的是白面包、果酱和意大利面——都在同一个盘子里。”在法国，这部电影因其对一代年轻人的描绘而广受好评，就像20世纪80年代和90年代的其他电影一样。

## 翻拍
美国翻拍版于2012年5月4日上映，由麥莉·希拉、黛米·摩尔、艾希莉·葛林、亚当·瑟瓦尼（Adam Sevani）和道格拉斯·布斯主演。